# Cikánský primáš
Cikánský primáš (německy Der Zigeunerprimas) je opereta o třech aktech, kterou zkomponoval maďarský skladatel Emmerich Kálmán na libreto v německém jazyce od Fritze Grünbauma a Juliuse Wilhelma. Premiéru měla 11. říjen 1912 v Johann Straus - Theater.

## Hlavní postavy
| Postava                     | Hlasový obor |
| --------------------------- | ------------ |
| Pali Racz, cikánský primáš  | tenor        |
| Sari, jeho dcera            | soprán       |
| Laczi, jeho syn             | tenor        |
| Juliska, jeho neteř         | soprán       |
| Hrabě Gaston Irini          | baryton      |
| Král Heribert II.           | baryton      |
| Raczovy děti                |              |
| cikáni, lidé a služebnictvo |              |

## Děj

### 1. Akt
V maďarském selském stavení:
Bohatý a starý cikánský primáš Pali sedí doma a vyučuje svých 16 dětí hře na housle, protože on už na ně sotva dokáže hrát. Byl sice už třikrát ženatý, ale rád by uzavřel další manželství - tentokrát se svou mladou a krásnou neteří Juliskou. Ta ale tajně miluje jeho syna Lacziho, který studoval hudbu v Paříži, avšak otec ho kvůli studiím neuznává.
Hrabě Irini se rozhodne Paliho angažovat do Paříže. Nejprve Pali odmítá, poněvadž byl v Paříži kdysi nešťastně zamilován. Když ale hrabě chce místo něj angažovat Lacziho, Pali nakonec smlouvu podepíše.

### 2. Akt
Ve slavnostním sále paláce hraběte Iriniho v Paříži:
Vystoupení Paliho má být vrcholem hraběcí slavnosti, ale k jeho velkému překvapení je dirigentem hraběcí dvorní kapely jeho syn Laczi. Mezi hosty jsou i Juliska a Sari. Pali je stále přesvědčen, že Laczim studovaná hudba se nemůže srovnávat s hudbou, která vychází přímo ze srdce. Pali plánuje, že se hned po slavnosti ožení se svou neteří Juliskou. Stejné úmysly má ale i hrabě Irini. Aby se vyhnul úplnému bankrotu, hledá bohatou starší komtesu. Na slavnosti se však zamiluje do Sari. Spontánně se vzdává svého titulu a chce žít se Sari. Když večer zahraje Pali Razc, publikum zůstává chladné. Jeho syn Laczi ho nahradí a spolu s hraběcí dvorní kapelou se stává hvězdou.

### 3. Akt
V budoáru paláci hraběte Iriniho v Paříži:
Smutný a zklamaný Pali se stahuje do ústraní. V babičku hraběte, kterou mu přivedou, poznává svou velkou lásku z mládí. Nakonec se Juliska a Laczi zasnoubí. Také hrabě Irini a Sari se zasnoubí. Starý Pali musí nyní svého syna přijmout a taktéž uznat jeho talent. Proto hodí své housle do otevřeného krbu.